# Таурази (Авелино)
Таурази (итал. Taurasi) је насеље у Италији у округу Авелино, региону Кампанија.
Према процени из 2011. у насељу је живело 1913 становника. Насеље се налази на надморској висини од 369 м.

## Становништво
Према резултатима пописа становништва 2011. у општини је живело 2.444 становника.
| 1931. | 1936. | 1951. | 1961. | 1971. | 1981. | 1991. | 2001. | 2011. |
| ----- | ----- | ----- | ----- | ----- | ----- | ----- | ----- | ----- |
| 2.716 | 3.011 | 3.322 | 2.931 | 3.029 | 3.014 | 3.064 | 2.750 | 2.444 |